# Luxiol
Luxiol település Franciaországban, Doubs megyében. Lakosainak száma 156 fő (2022. január 1.). Luxiol Verne és Baume-les-Dames községekkel határos.

## Népesség
A település népességének változása:
| Lakosok száma | 141  | 128  | 138  | 165  | 162  | 161  | 161  | 159  | 158  | 156  |
|               | 1968 | 1982 | 1990 | 2006 | 2013 | 2015 | 2017 | 2019 | 2020 | 2022 |